# Abbazia di San Quirico a Moxi
L'abbazia dei Santi Maria, Quirico e Torpé, nota semplicemente come badia di San Quirico a Moxi o San Quirico alle Colline, era un edificio religioso situato nel comune di Castellina Marittima.
Questo monastero e l'abbazia di San Salvatore a Moxi erano noti complessivamente come "le due badie", o "badie di San Donnino", ed hanno dato origine alla frazione chiamata per l'appunto Le Badie.

## Storia
La badia di San Quirico è citata per la prima volta in un documento camaldolese riferito ad una donazione del 1034. Nel 1043 è nuovamente citata, con il titolo di San Quirico e Santa Maria, in un'altra donazione redatta il 26 aprile a Vada, dove vengono ceduti all'abbazia alcuni terreni posti in località Montione nella val di Fine.
Nel XIV secolo, l'abbazia perse di importanza e divenne dipendente dall'altra badia, rette entrambe da un unico abate. Con una bolla di papa Urbano VI del 1384, entrambe le badie finirono nel priorato di San Donnino di Pisa e per questo assunsero il nome di "badie di San Donnino". Gli edifici erano ancora in buono stato di conservazione nel 1598, ma risultavano privi di monaci.

## Descrizione
Della badia di San Quirico rimangono oggi pochissimi resti dispersi nella vegetazione poco fuori dal paese.